# Kurt Eisenkrämer
Kurt Eisenkrämer (* 27. März 1927 in Bergisch Gladbach) ist ein deutscher Ministerialbeamter im Ruhestand. Er war von 1988 bis 1991 Staatssekretär im Bundesministerium für Ernährung, Landwirtschaft und Forsten.

## Leben

### Ausbildung und Persönliches
Kurz Eisenkrämer wurde 1943 als Schüler zu den Luftwaffenhelfern eingezogen und kam dann zum Arbeitsdienst, wo er dann schließlich in amerikanische Kriegsgefangenschaft geriet. Nach Erreichen des Abiturs im Jahr 1946 absolvierte er eine Landwirtschaftslehre. Anschließend studierte er ab 1949 Landwirtschaft an der Universität Bonn und legte 1952 die Diplomprüfung ab. Danach arbeitete er für ein Jahr als Assistent am Institut für Betriebslehre der Universität. Mit einer Arbeit über „Entwicklung, Struktur und Bedeutung der landwirtschaftlichen Nebenerwerbsbetriebe in Nordrhein-Westfalen“ wurde er zum Dr. agr. promoviert. Im Anschluss war er erneut am Institut tätig.
Er heiratete und bekam drei Kinder.

### Laufbahn
Eisenkrämer trat 1957 in den Dienst des Bundesministeriums für Ernährung, Landwirtschaft und Forsten. Dort übernahm er 1965 die Leitung des Referates für Kosten der Ernährung und wurde ein Jahr später persönlicher Referent von Bundesminister Herman Höcherl (CSU). Im Jahr 1968 wechselte er zur Ständigen Vertretung bei den Europäischen Gemeinschaften in Brüssel und war Leiter der Unterabteilungen Markt, tierische Erzeugnisse und Allgemeine Agrarpolitik, Steuer- und Sozialpolitik. Er avancierte 1975 zum Leiter der Abteilung Planungskoordination und Wirtschaftsbeobachtung und war dann drei Jahre bis 1984 Leiter der Abteilung Forst- und Holzwirtschaft, Umwelt und Naturschutz. Für kurze Zeit war er Stellvertreter des Staatssekretärs.
Im Januar 1988 wurde Eisenkrämer unter Bundesminister Ignaz Kiechle (CSU) zum Staatssekretär im Bundesministerium für Ernährung, Landwirtschaft und Forsten ernannt. Er wurde als zweiter Staatssekretär neben dem damals alleinigen Staatssekretär Walter Kittel ernannt und war zuständig für die allgemeine Verwaltung und nationale Agrarpolitik. Er trat am 31. August 1991 in den Ruhestand ein. Nachfolger wurde Helmut Scholz.